# One Step Up
One Step Up è il terzo singolo estratto da Tunnel of Love, l'ottavo album in studio del cantautore statunitense Bruce Springsteen. È stato pubblicato nel febbraio del 1988, arrivando alla posizione numero 13 della Billboard Hot 100 e al terzo posto della Hot Adult Contemporary Tracks. Ha inoltre raggiunto la seconda posizione della Mainstream Rock Songs, dando a Springsteen tre pezzi dallo stesso album nella top 3. Il singolo è stato distribuito quasi esclusivamente in America.

## Storia
A differenza di gran parte dell'album Tunnel of Love, One Step Up non è stata registrata nello studio casalingo di Springsteen (il Thrill Hill East), ma presso gli A&M Studios di Los Angeles, California. Le registrazioni si sono svolte tra il maggio e l'agosto del 1987. Springsteen suonò tutti gli strumenti, mentre la futura moglie Patti Scialfa eseguì i cori di sottofondo. Nessun altro membro del gruppo spalla fisso del cantante, la E Street Band, prese parte alle registrazioni.
Come molti altri brani dell'album, la canzone riflette la crisi matrimoniale vissuta da Springsteen e la sua moglie di allora Julianne Phillips prima del divorzio. Il testo si rivela poetico, sobrio, emozionale ed eloquente. La canzone inizia descrivendo l'immagine di una casa con un forno rotto e una macchina che non riesce a partire, servendo metafore che vengono usate per descrivere il difficile rapporto della coppia. Vengono anche citati un uccello che non vuole più cantare e le campane di una chiesa che non suoneranno per una nuova sposa. Nonostante la coppia sia stata insieme per diverso tempo, non ha imparato dalle proprie esperienze e continua a combattere e a sbattere la porta. Il testo fa riferimento alla relazione tra i due come a una "piccola guerra sporca". Alla fine, il cantante si ritrova a guardare una ragazza in un bar, mentre gli viene in mente un sogno che aveva fatto la notte precedente in cui ballava con la moglie. È in quel momento che si accorge di avere bisogno solo di quell'abbraccio che sul finire della storia si sovrappone al volto intenso di lui, che cerca conforto nei propri ricordi o nei propri sogni. L'uomo diventa abbastanza consapevole per riconoscere la sua parte di responsabilità nelle difficoltà della coppia, come dimostrato in particolare dal verso: "When I look at myself I don't see / The man I wanted to be" ("Quando mi guardo nello specchio non vedo / l'uomo che volevo essere").
La musica dispone di un arrangiamento abbastanza nudo, a sottolineare l'introspettività della canzone. Si tratta di una ballata tranquilla con una melodia ironicamente rassicurante. I cori di sottofondo forniscono un'eco inquietante al cantato solista di Springsteen. Ironia della sorte, dal momento che questa è una canzone che descrive un matrimonio che va in frantumi, i cori vengono eseguiti dalla donna che si sarebbe rivelata la futura moglie del cantante, Patti Scialfa.

## Video musicale
Come alcuni altri videoclip estratti dall'album Tunnel of Love, tra cui Brilliant Disguise, Tunnel of Love e Tougher Than the Rest, il video di One Step Up è stato diretto da Meiert Avis. Il clip alterna scene di Springsteen che canta la canzone con immagini che riflettono la narrativa del testo. Durante il video, si vede il cantante che invecchia lentamente, in modo da accentuare il passaggio del tempo e dei sentimenti che non cambiano.

## Esibizioni dal vivo
Probabilmente per via della sua natura altamente introspettiva, la canzone è stata eseguita dal vivo in poche occasioni. Presente con regolarità solo durante il Tunnel of Love Express Tour nel 1988, il brano è in seguito completamente sparito dalla scalette di Springsteen, prima di ricomparire brevemente per alcune esibizioni del Devil & Dust Tour nel 2005. Il 6 maggio 2014, la canzone è stata suonata per la prima volta in 26 anni con la E Street Band durante una data dell'High Hopes Tour a Houston, Texas.

## Cover
La canzone è stata reinterpretata da Clive Gregson e Christine Collister, Kenny Chesney, Bad Radio, Martyn Joseph, The Seldom Scene, Paul Cebar e Eddie Vedder, insieme ad altri.

## Tracce
7" Single CBS 651442-7
1. One Step Up – 4:22
2. Roulette – 3:46

CD-Single CBS 651442-2
1. One Step Up – 4:22
2. Roulette – 3:46
3. Lucky Man – 3:29

## Classifiche
| Classifica (1988)                | Posizione massima |
| -------------------------------- | ----------------- |
| Australia                        | 67                |
| Canada                           | 23                |
| Paesi Bassi                      | 44                |
| Stati Uniti                      | 13                |
| Stati Uniti (mainstream rock)    | 2                 |
| Stati Uniti (adult contemporary) | 3                 |